# St. Johnsbury
St. Johnsbury (o Saint Johnsbury, chiamata localmente anche come Saint Jay o St. Jay) è un comune degli Stati Uniti d'America, capoluogo della Contea di Caledonia, nello Stato del Vermont. Nel censimento del 2000, la popolazione era di 7.571 abitanti, 7.468 secondo una stima del 2007. St. Johnsbury è situata approssimativamente 10 miglia a nord-ovest dal fiume Connecticut e 40 miglia a sud del confine canadese. St. Johnsbury è la maggiore città nel Northeast Kingdom.